# 9090 Chirotenmondai
9090 Chirotenmondai este un asteroid din centura principală de asteroizi.

## Descriere
9090 Chirotenmondai este un asteroid din centura principală de asteroizi. A fost descoperit pe 28 octombrie 1995 la Kitami de Kin Endate și Kazuro Watanabe. Asteroidul prezintă o orbită caracterizată de o semiaxă mare de 2,75 ua, o excentricitate de 0,10 și o înclinație de 13,7° în raport cu ecliptica.